# روبرت سياتكا
روبرت سياتكا (بالفرنسية: Robert Siatka)‏، من مواليد 20 يونيو 1934، لاعب كرة قدم فرنسي سابق، ومدرب كرة قدم فرنسي سابق.
لعب مع منتخب فرنسا لكرة القدم في عام 1960، وشارك معهم في مباراة واحدة.

## روابط خارجية
- روبرت سياتكا على موقع قاعدة بيانات كرة القدم.إي يو (الإنجليزية)
- روبرت سياتكا على موقع ناشيونال فوتبول تيمز (الإنجليزية)
- روبرت سياتكا على موقع Soccerway.com (الإنجليزية)